# Rodolph Austin
Rodolph Austin (Clarendon Parish, 1º giugno 1985) è un ex calciatore giamaicano, di ruolo centrocampista.

## Carriera

### Club
Austin ha iniziato la carriera nel suo paese, militando per il Portmore United. Nell'agosto 2008, lo Stoke City ha provato ad ingaggiarlo, ma il calciatore non è riuscito ad ottenere il permesso di lavoro. Austin ha così firmato un contratto per un prestito annuale al Brann: Portmore United, Brann e Stoke City hanno infatti firmato un accordo, in cui gli inglesi hanno ottenuto un'opzione d'acquisto sul giamaicano, da sfruttare entro il 1º febbraio 2009. Lo Stoke City ha scelto però di non sfruttarla ed il Brann ne ha ottenuta un'altra, valida fino al 30 giugno.
Austin ha debuttato nella sconfitta casalinga per tre a uno contro il Bodø/Glimt, il 31 agosto 2008, quando è entrato a partita in corso per giocare gli ultimi venti minuti. Ha esordito nelle coppe europee tre settimane dopo, nell'incontro con il Deportivo, in Coppa UEFA. Il 27 febbraio 2009, meno di un mese dopo la scadenza dell'opzione sul calciatore da parte dello Stoke City, è stato acquistato dal Brann, per una cifra di circa un milione di sterline. Austin ha firmato un contratto quadriennale.
Il 27 luglio 2012, è stato ufficializzato il suo passaggio al Leeds. Il 9 settembre 2015, libero da vincoli contrattuali, ha firmato per il Brøndby.
Il 16 luglio 2017 è stato ingaggiato dall'Esbjerg.

### Nazionale
Austin ha esordito con la Giamaica nel 2007: finora, ha disputato 84 partite per la sua Nazionale, mettendo a segno 7 reti.
Viene convocato per la Copa América Centenario negli Stati Uniti.